# Ideal (musikgrupp)
Ideal var en tysk musikgrupp inom Neue Deutsche Welle, bestående av Frank Jürgen Krüger, Ernst Ulrich Deuker, Hans-Joachim Behrendt och sångerskan Annette Humpe. Gruppen bildades 1980 i Berlin och splittrades tre år senare. De är kända för låtar som "Blaue Augen", "Eiszeit" och "Monotonie".

## Diskografi
Studioalbum
- 1980 – Ideal
- 1981 – Der Ernst des Lebens
- 1982 – Bi Nuu
- 1983 – Zugabe

Singlar
- 1980 – "Wir Steh'n Auf Berlin" / "Männer Gibt's Wie Sand Am Meer"
- 1980 – "Blaue Augen" / "Rote Liebe"
- 1981 – "Eiszeit" / "Schwein"
- 1982 – "Monotonie" / "Geheimnis Der Großstadt"
- 1982 – "Keine Heimat" / "Ask Mark Ve Ölüm"